# Аркадіївка (Сахновщинський район)
Аркадіївка — колишнє село Олійниківської сільської ради Сахновщинського району,
Харківська область.
1997 року приєднане до села Новомихайлівка.

## Географія
Аркадіївка розташовувалося між річками Багата та Оріль, за 1,5 км від села Новомихайлівка.